# Линдли, Тинзли
Ти́нзли Ли́ндли (англ. Tinsley Lindley; 27 октября 1865, Ноттингем — 31 марта 1940, там же) — английский футболист-любитель, нападающий, которого описывали как «идеального центрфорварда». В своём дебютном матче за «Ноттингем Форест» 16-летний Линдли сделал хет-трик. Забил 14 голов в 13 матчах сборной Англии. В 1918 году получил Орден Британской империи (O.B.E.) за работу во время Первой мировой войны, а в 1935 году получил Медаль Серебряного юбилея короля Георга V. После завершения футбольной карьеры занимался юридической практикой.

## Ранние годы
Тинзли Линдли был третьим сыном Леонарда Линдли, который занимался пошивом кружевных платьев, а в 1882 году был избран мэром Ноттингема. Во время учёбы в средней школе Ноттингема проявился его футбольный талант. Он был капитаном школьной команды Ноттингема, после чего играл за резервную и основную команду клуба «Ноттингем Форест».
Позднее учился в школе Лиз в Кембридже, где играл в регби. С 1885 по 1888 год учился в кембриджском колледже Гонвилл-энд-Киз и в это время играл за местный футбольный клуб «Кембридж Юниверсити». Также в студенческие годы играл за клубы «Коринтиан» и «Кэжуалз». По окончании Кембриджа стал магистром права.

## Клубная карьера
Окончив Кембридж в 1888 году, Линдли вернулся в родной Ноттингем, где снова начал играть за «Ноттингем Форест». Его дебют за клуб состоялся ещё за шесть лет до этого, 17 февраля 1882 года, когда 16-летний Тинзли забил три гола в своём первом матче. В одном из сезонов он забил за «Форест» 85 голов. В сезоне 1889/90 также сыграл три матча за соперников «Ноттингем Форест», клуб «Ноттс Каунти», в том числе в матче против клуба «Астон Вилла». «Вилла» подала протест за участие незарегистрированного Линдли, после чего «Ноттс Каунти» был оштрафован на 5 фунтов. Линдли подал апелляцию, но штраф только вырос до 30 фунтов, а с «Ноттс Каунти» вдобавок ещё сняли два очка.
В 1891 году Линдли играл за «Крусейдерс». Также выступал за «Свифтс». В 1892 году провёл один «гостевой» матч за «Престон Норт Энд» (поражение от «Сандерленда» со счётом 4:1).
Большое количество клубов, за которые играл Линдли, объясняется тем, что он всегда был любителем, хотя многие команды пытались предложить ему профессиональный контракт. Однако он отказывался, предпочитая любительский статус. Также Линдли отказывался носить стандартные футбольные бутсы, играя в брогах: он считал, что бутсы снижают его отличную скорость бега.

## Карьера в сборной
13 марта 1886 года дебютировал за сборную Англии в матче против сборной Ирландии, отметившись в этой игре забитым мячом.
Линдли забивал в 6 матчах сборной Англии подряд с 5 февраля 1887 года по 7 апреля 1888 года, что до сих пор является рекордом сборной Англии. При этом Стив Блумер забивал в десяти матчах подряд, а Джордж Кэмселл — в девяти матчах подряд, но они оба делали это с уточнением — «в матчах, в которых принимал участие», то есть это были «матчи подряд» только для этих игроков, а не для сборной Англии.
Линдли провёл за сборную Англии 13 матчей с 1886 по 1891 год, забив в них 14 голов. Ему принадлежал рекорд по количеству голов за сборную, который побил Стив Блумер в 1898 году.
Был капитаном сборной Англии в трёх матчах. 17 марта 1888 года стал самым молодым капитаном в истории сборной Англии, побив предыдущий рекорд, принадлежавший Катберту Оттауэю. Этот рекорд продержался до 1963 года и был побит Бобби Муром. Также Линдли стал самым молодым капитаном сборной Англии, забившим гол, этот рекорд не был побит до сих пор.

## Футбольные достижения
Ноттингем Форест
- Чемпион Футбольного альянса: 1891/92[4]

Сборная Англии
Победитель Домашнего чемпионата Британии: 1886 (разделённая победа), 1888, 1890 (разделённая победа), 1891

## Крикет
Играл в крикет за крикетный клуб Кембриджского университета, а также за крикетный клуб графства Ноттингемшир.

## После завершения карьеры футболиста
Завершив выступать за футбольные клубы (около 1899 года), Линдли занялся юридической практикой. Также читал лекции в Ноттингемском университете и работал судьёй в окружном суде. Несколько лет был членом комитета «Ноттингем Форест». Был президентом и вице-президентом любительского футбольного клуба «Ноттингемшир», основанного в 1895 году.
Во время Первой мировой войны был главным офицером специальной полиции (Special Constabulary) Ноттингема и заместителем директора территориальной ассоциации Ноттингемшира. В 1918 году получил Орден Британской империи (O.B.E.) за эту работу.
Умер в Ноттингеме 31 марта 1940 года в возрасте 74 лет.
В октябре 2013 года была организована кампания по сбору 6000 фунтов стерлингов для установки памятника на могиле Линдли на кладбище Уилфорд-хилл вблизи Ноттингема. По неизвестной причине его похоронили в безымянной могиле. 31 марта 2014 года на его могиле был установлен памятник.